# MASINT
MASINT (acronimo dell'inglese Measurement And Signature INTelligence è l'attività di raccolta di intelligence non classificabili in alcuna delle altre discipline principali di raccolta.
Ha ottenuto il riconoscimento formale come categoria logico-classificatoria della raccolta di intelligence dallo United States Department of Defense nel 1986.
Si tratta di intelligence derivata tecnicamente che, raccolta, trattata e analizzata da sistemi MASINT specifici, si traduce in informazioni atte a scoprire e classificare obiettivi, identificare o descrivere tracce strumentali (caratteristiche distintive) o sorgenti-bersaglio fisse o dinamiche.